# انجيلو سيكي
انجيلو سيكي (بالإنجليزية: Angelo Secchi)‏ (و. 1818 – 1878 م) هو عالم فلك، وفيزيائي من مملكة إيطاليا. ولد في ريدجو إميليا.
وكان عضواً في الجمعية الملكية، والأكاديمية الفرنسية للعلوم، والأكاديمية الروسية للعلوم.
توفي في روما، عن عمر يناهز 60 عاماً.

## روابط خارجية
- انجيلو سيكي على موقع الموسوعة البريطانية (الإنجليزية)